# Liisa-Maria Sneck
Liisa-Maria Sneck   (Hèlsinki, 10 de novembre de 1968) és una jugadora d'hoquei sobre gel finlandesa, ja retirada, que va competir entre el 1992 i el 2006. Jugava de portera.
El 1998 va prendre part en els Jocs Olímpics d'Hivern de Nagano, on guanyà la medalla de bronze en la competició d'hoquei sobre gel.
En el seu palmarès també destaquen quatre medalles de bronze al Campionat del món i tres medalles d'or al Campionat d'Europa. Amb la selecció finlandesa jugà un total de 77 partits.
A nivell de clubs va jugar amb l'IFK Helsingfors, l'Ilves Tampere i el Keravan Shakers. Amb l'Ilves va guanyar la lliga finlandesa de 1990, 1991, 1992 i 1993. Amb els Keravan Shakers va repetir aquest èxit el 1996. Posteriorment va jugar al Canadà amb els Hamilton Golden Hawks. En retirar-se de la competició activa va exercir d'entrenadora de l'IHK Hèlsinki.